# Caproni Ca.3
A Caproni Ca.3 olasz gyártmányú nehézbombázó volt az első világháború idején.

## Története

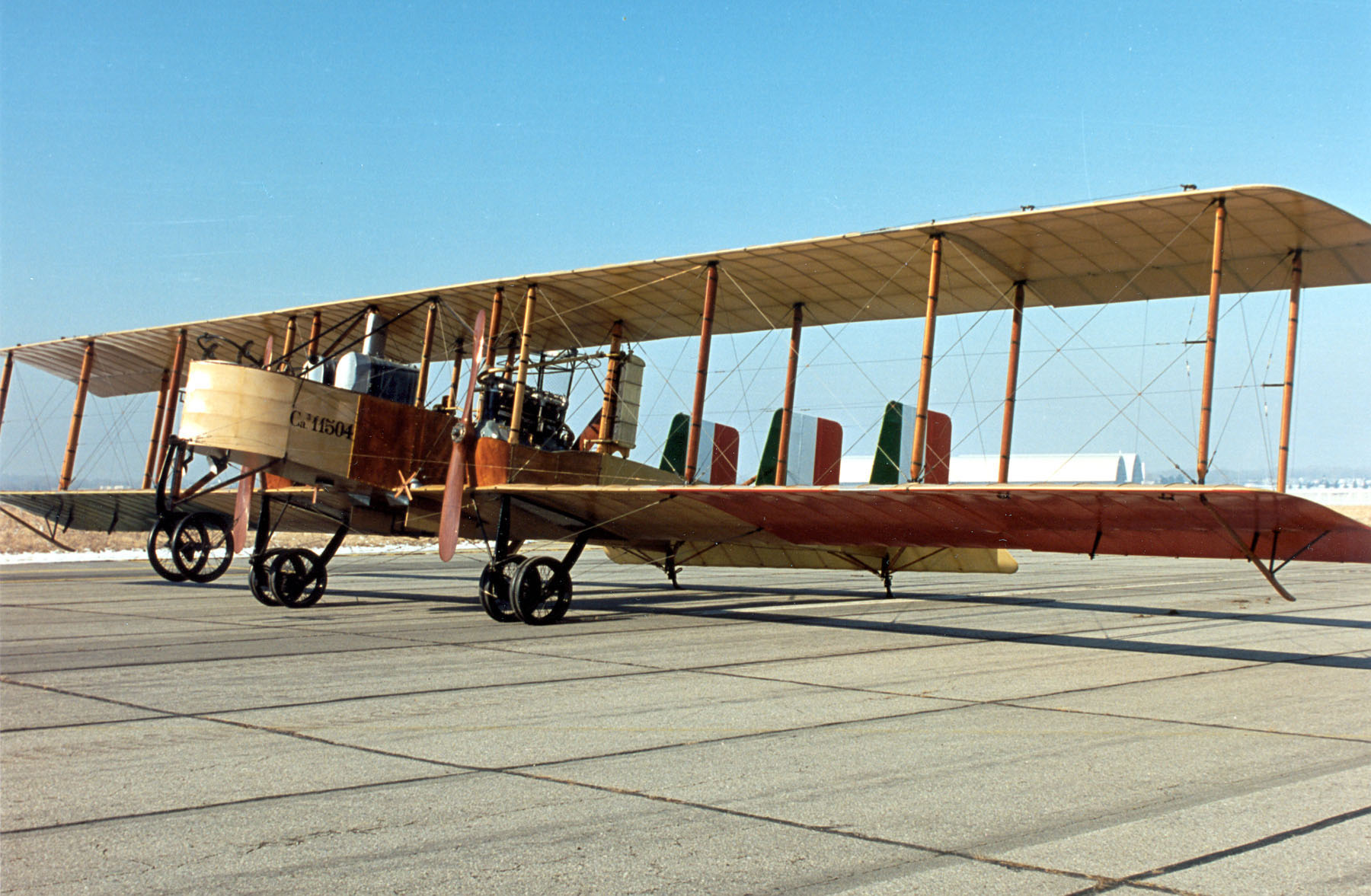
Caproni Ca.3 az Amerikai Légierő Múzeumában

Gianni Caproni olasz konstruktőr az általa tervezett hárommotoros Caproni Ca.1-et továbbfejlesztve, kicserélte a középső, tolólégcsavart hajtó, 100 lóerős motort egy 150 lóerős Isotta-Fraschini motorra. Ez volt a Ca.2, amelyből csak 9 készült, mert a kedvező tapasztalatok alapján a másik két motort is 150 lóerősekre cserélték. Így jött létre a Caproni Ca.3 (a hadsereg rendszeresítési kódja szerint, a gyár kezdetben Caproni 450hp-nek nevezte, a háború után pedig Ca.33-ként hivatkozott rá). 250-300 darab készült az olasz hadseregnek és a flottának (amely torpedóvetőként használta). Később licenc alapján a francia Robert Esnault-Pelterie is készített belőle 83-at (egyes források szeriont csak 19-et).
A Ca.3 kétfedelű, hárommotoros nehézbombázó volt. Szárnya és törzse is fakeretes volt, amit lakkozott vászonnal borítottak. A rövid törzset kétoldalt hosszú faroktartók fogták közre: ezek elejére voltak szerelve a két húzólégcsavart hajtó motorok. A törzs végén egy harmadik motor tolólégcsavart forgatott. Személyzete négy főből állt: az elülső géppuskásból, két pilótából és a hátulsó géppuskás-szerelőből, aki gyakorlatilag a hátsó motoron, a propeller előtt állt egy védőketrecben és a légcsavar fölött lőtt a fegyverével. Futóműve előre néző háromszög alakban elhelyezett három duplakerékből állt. A két faroktartó fogta közre a vízszintes vezérsíkot, amire három függőleges vezérsíkot építettek rá. Hogy landoláskor a farok ne sérüljön, a faroktartók alá csúszószánokat szereltek. Fegyverzete alapesetben két 6,5 vagy 7,7 mm-es Revelli géppuskából állt, egyik a gép orrában, a másik a törzs végén a ketrecben. Egyes példányokra hátul két, sőt akár három géppuskát is felszereltek. A bombaterhet kívülről függesztették a törzs alá.
A 15 olasz bombázószázadon kívül (amelyből három 1918-ban a nyugati fronton segítette a franciákat) a Caproni Ca.3-akat a francia légierő és amerikai expedíciós haderő is alkalmazta. A brit légierő is használt olasz bombázókat, de csak hat darab Ca.4-est.
Az első világháború után néhány példány még akkor is szolgálatban volt, amikor Benito Mussolini megindította az első észak-afrikai hadműveleteket.
1919. május 4-én a csehszlovák kormány hadügyminisztere, a francia hadseregben tábornoki rangban szolgáló Milan Rastislav Štefánik Olaszországból repült Pozsonyba egy Caproni Ca.3-assal, de Pozsonyivánka mellett a repülőgép lezuhant, a miniszter és a gép személyzete pedig életét vesztette.
Caproni Ca.3-asok Braccianóban, az Olasz Légierő Múzeumában; a pöstyéni Hadtörténeti Múzeumban (csak másolat) és az amerikai Daytonban, az Amerikai Légierő Múzeumában tekinthetők meg.

## Változatai

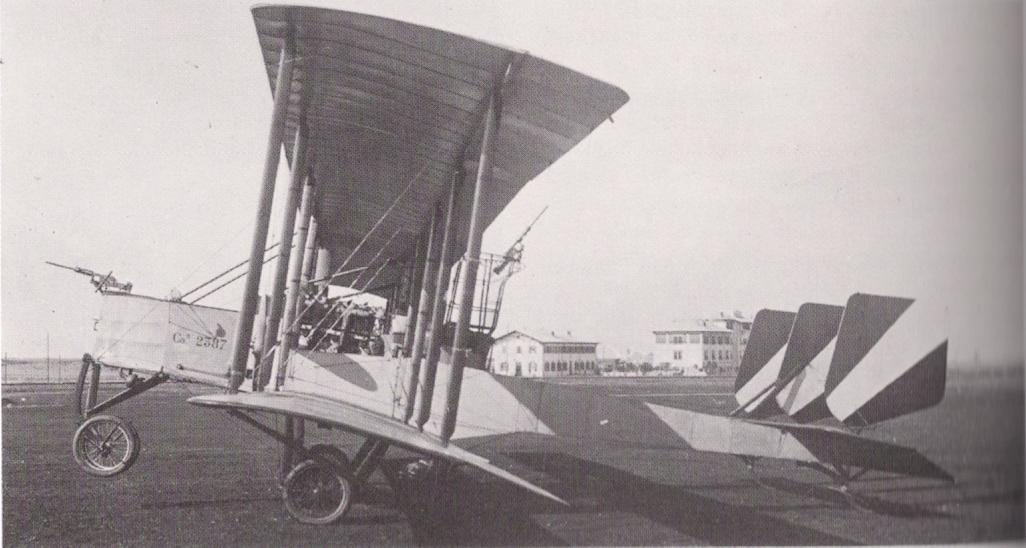

Az alábbi kódokat csak a háború után vezették be, a hadsereg hivatalos elnevezése valamennyire a Ca.3 volt. 
- Ca.34 és Ca.35: a fülkében a két pilótát egymás mögött helyezték el, hogy javítsanak a légellenálláson. Nem került termelésbe.
- Ca.36: a könnyebb tárolás érdekében külső szárnypanelei lemelhetők voltak
  - Ca.36M vagy Ca.36 mod (modificato) a háború után gyártott könnyebb változat, amelyből 1923 és 1927 között 153 készült
  - Ca.36S: légi betegszállító, Ca.36M-ből átalakítva
- Ca.37: kétszemélyes egymotoros prototípus földi célpontok támadására
- Ca.39: hidroplán változat
- Ca.56a: polgári utasszállító változat

## Rendszeresítő országok
Olasz Királyság
- Olasz Légihadtest

 Franciaország
 USA
 Argentína

## Műszaki paraméterei
- személyzet: 4 fő
- szárnyfesztávolság: 22,74 m
- szárnyfelület: 95,6 m²
- törzshossz: 11,05 m
- magasság: 3,7 m
- üres súly: 2300 kg
- felszállósúly: 3800 kg
- maximális sebesség: 137 km/h
- hatótáv: 600 km

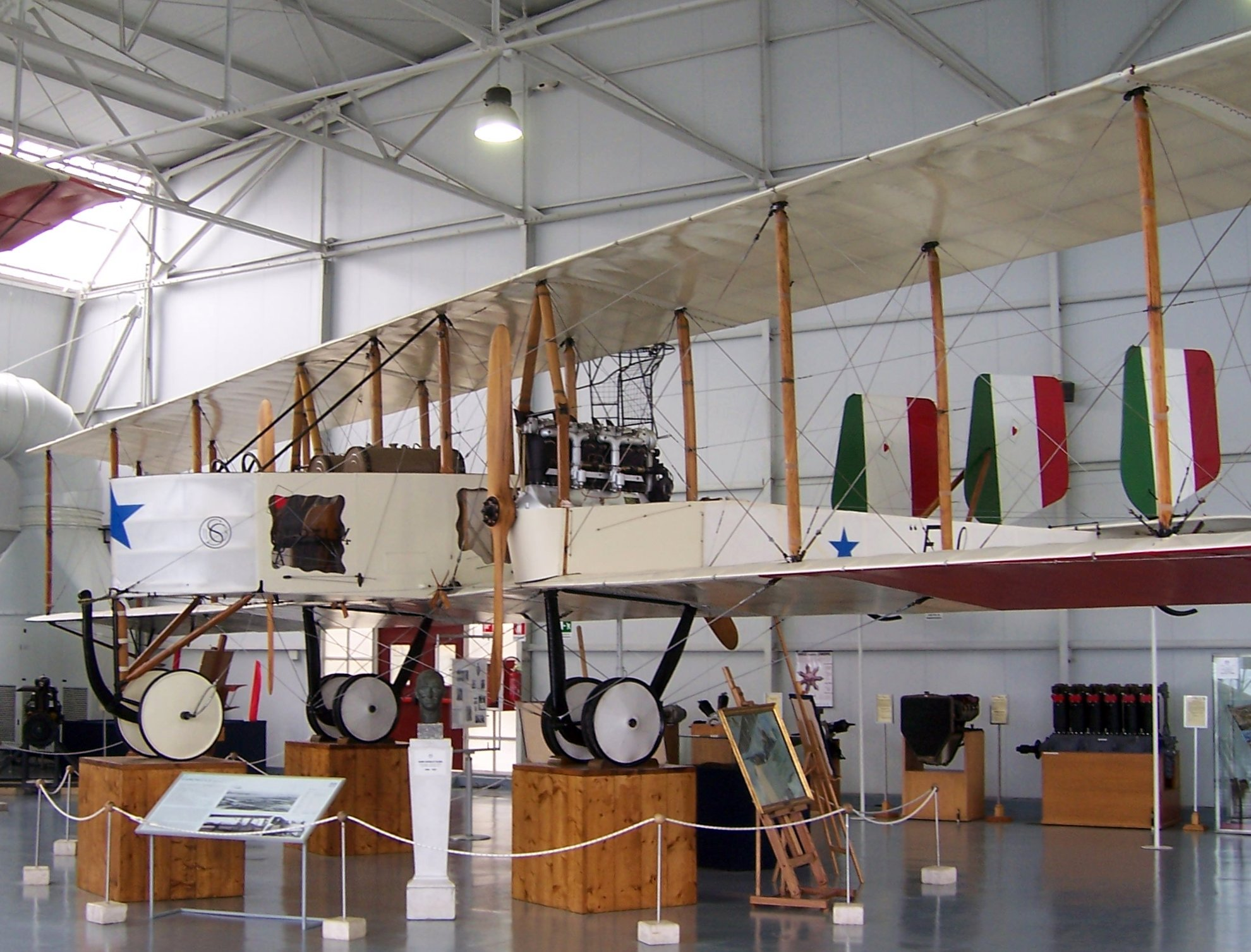
Caproni Ca.3 az Olasz Légierő Múzeumában

- hajtómű: 3 db 150 lóerős, vízhűtéses, soros, hathengeres Isotta-Fraschini V.4B motor
- fegyverzet: 2 db 6,5 vagy 7,7 mm-es Fiat-Revelli géppuska
 max. 800 kg, a törzs külső részére függesztett bombateher

## Fordítás
- Ez a szócikk részben vagy egészben  a   Caproni Ca.3 című angol Wikipédia-szócikk ezen változatának fordításán alapul.  Az eredeti cikk szerkesztőit annak laptörténete sorolja fel. Ez a jelzés csupán a megfogalmazás eredetét és a szerzői jogokat jelzi, nem szolgál a cikkben szereplő információk forrásmegjelöléseként.